# Trachykarpus

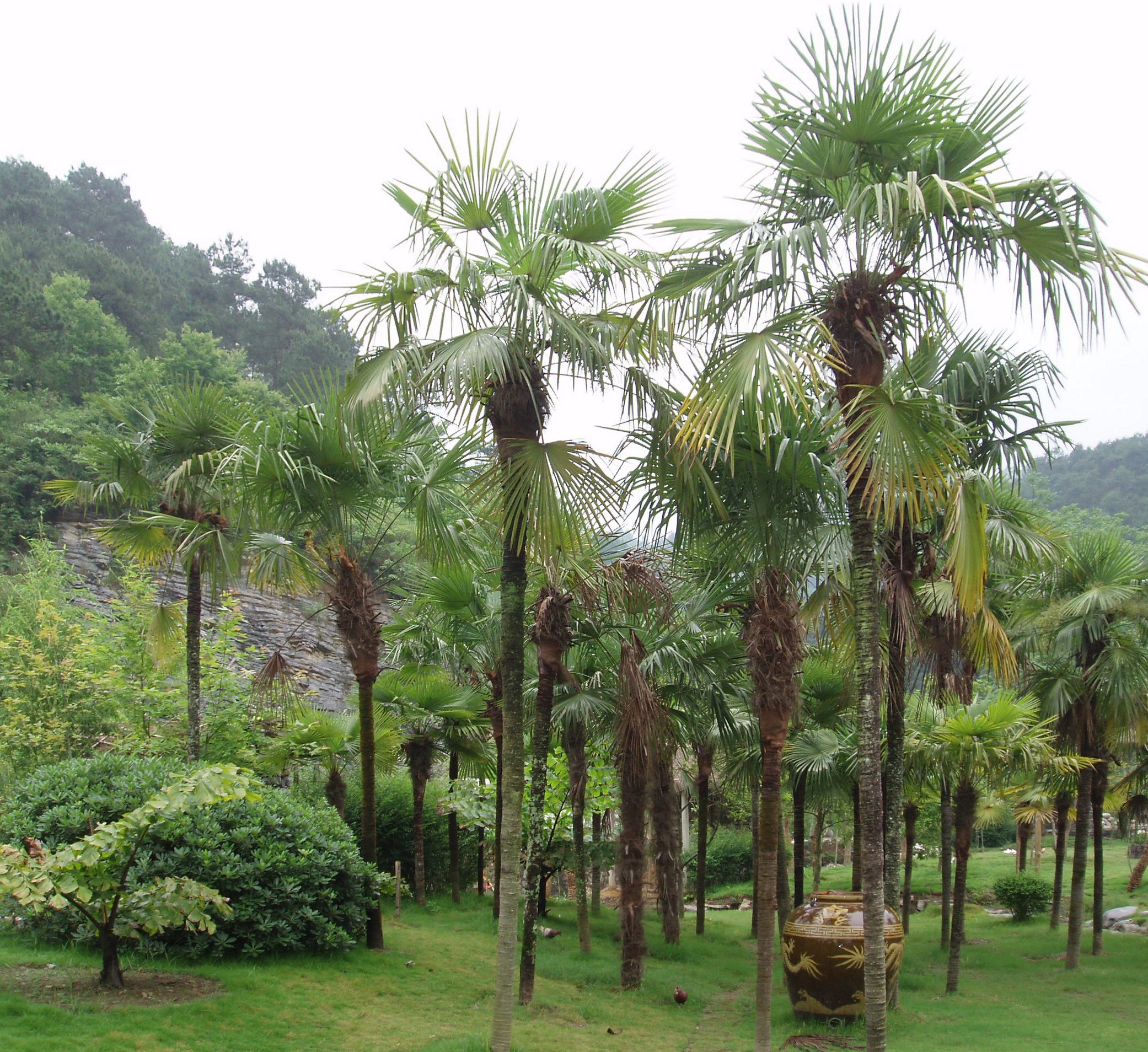
Skupina Trachycarpus fortunei

Trachykarpus (Trachycarpus) je nevelký rod asijských palem, zahrnující celkem 9 druhů. Jsou to malé až středně velké, dvoudomé palmy s dlanitými listy a kmenem většinou pokrytým vláknitými pochvami. Rod je rozšířen v Asii v oblasti od severovýchodní Indie a Číny po severní Thajsko. Nejznámějším druhem je Trachycarpus fortunei, který je jednou z nejodolnějších palem a je běžně pěstován v teplejších oblastech mírného pásu. Lze se s ním setkat i v České republice.

## Popis
Trachykarpy jsou nízké až středně vysoké palmy. Kmen je většinou štíhlý a solitérní, výjimečně vícečetný nebo i zkrácený a převážně podzemní (Trachycarpus nanus). Většinou je pokrytý vytrvalými, vláknitými listovými pochvami. U starších exemplářů tento pokryv mizí a odhaluje holý kmen s kruhovitými listovými jizvami. Listy jsou řapíkaté, dlanité, induplikátní, obvykle tvořící hustou korunu. Řapíky jsou dlouhé, podél okrajů často s drobnými tupými zuby. Čepele listů jsou zelené nebo šedozelené, na rubu mohou mít bílý voskový povlak.
Rostliny jsou dvoudomé nebo případně polygamní. Květenství vyrůstá z listové růžice, je až čtyřnásobně větvené, zpravidla žlutě zbarvené a opatřené mnoha listeny. Květy jsou jednopohlavné, v květenství jednotlivé nebo ve skupinkách po 2 až 3, přisedlé nebo spočívající na krátkých hrbolcích. Okvětí je trojčetné, rozlišené na kalich a korunu. V samčích květech je 6 tyčinek. Gyneceum samičích květů je složené ze 3 volných, apokarpních plodolistů. Plody jsou žlutohnědé až narudle černé, ledvinovité nebo podlouhlé, jednosemenné.

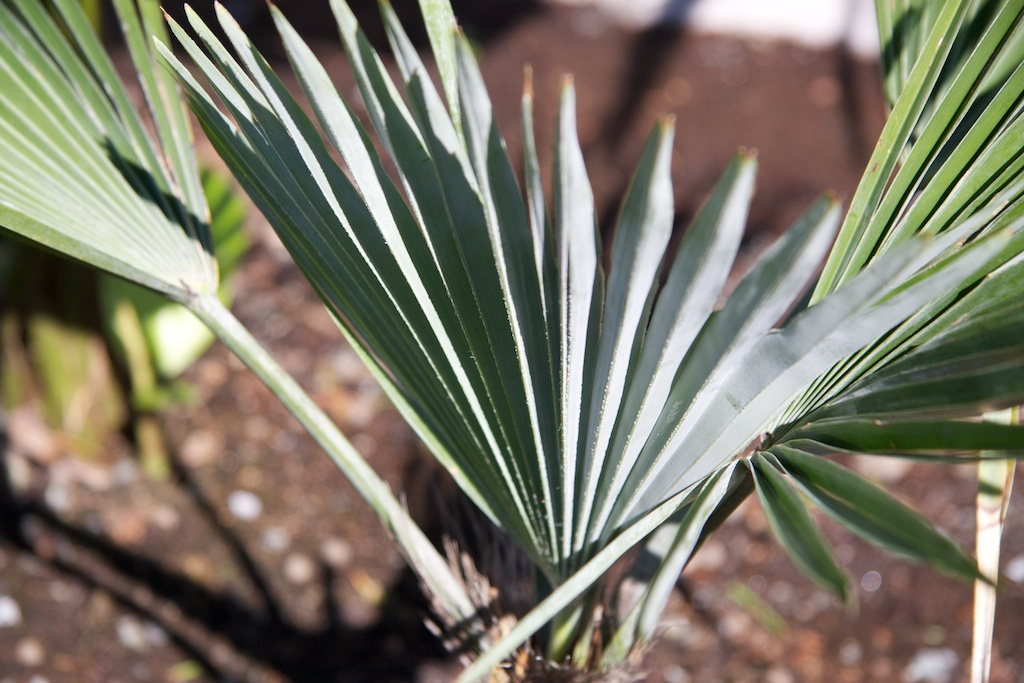
Listy Trachycarpus princeps
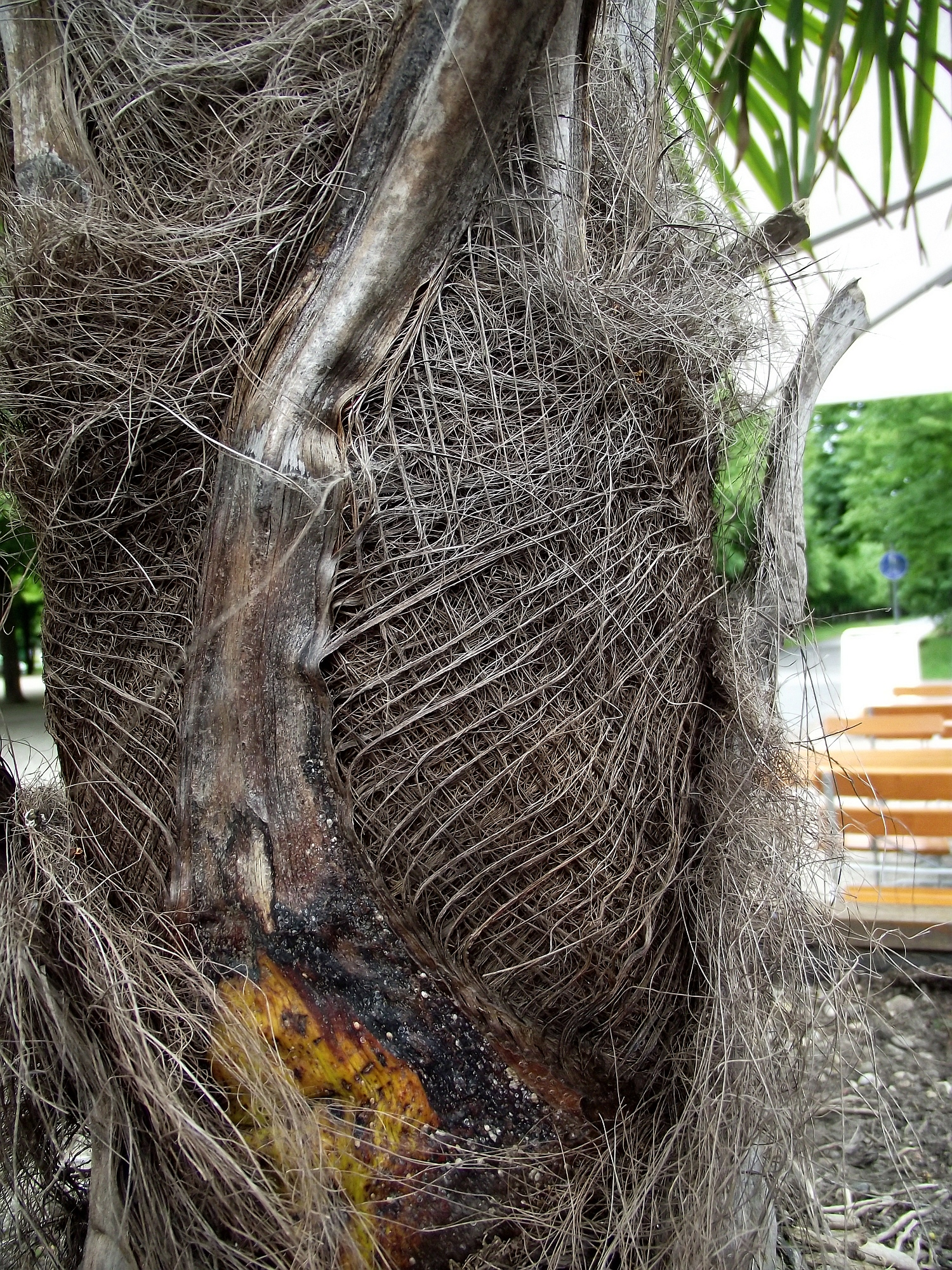
Kmen T. fortunei s listovými pochvami
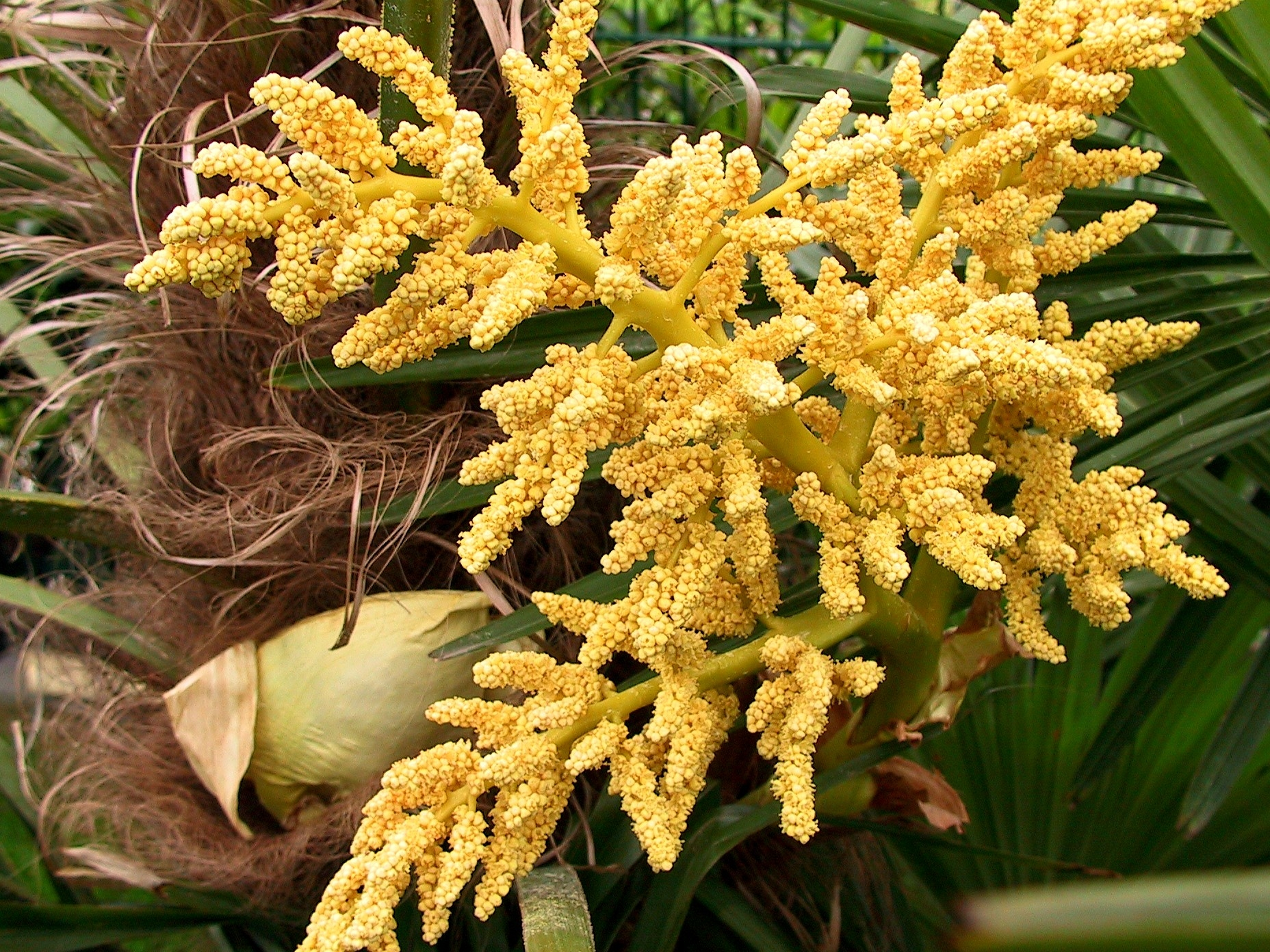
Samčí květenství T. fortunei
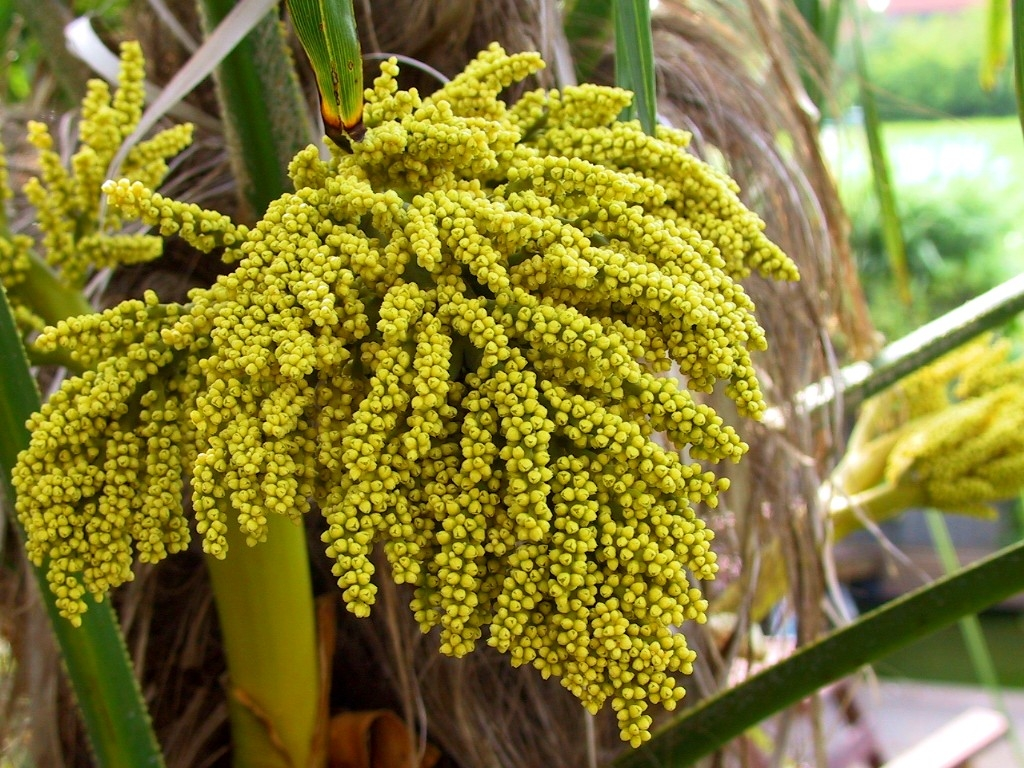
Samičí květenství T. fortunei
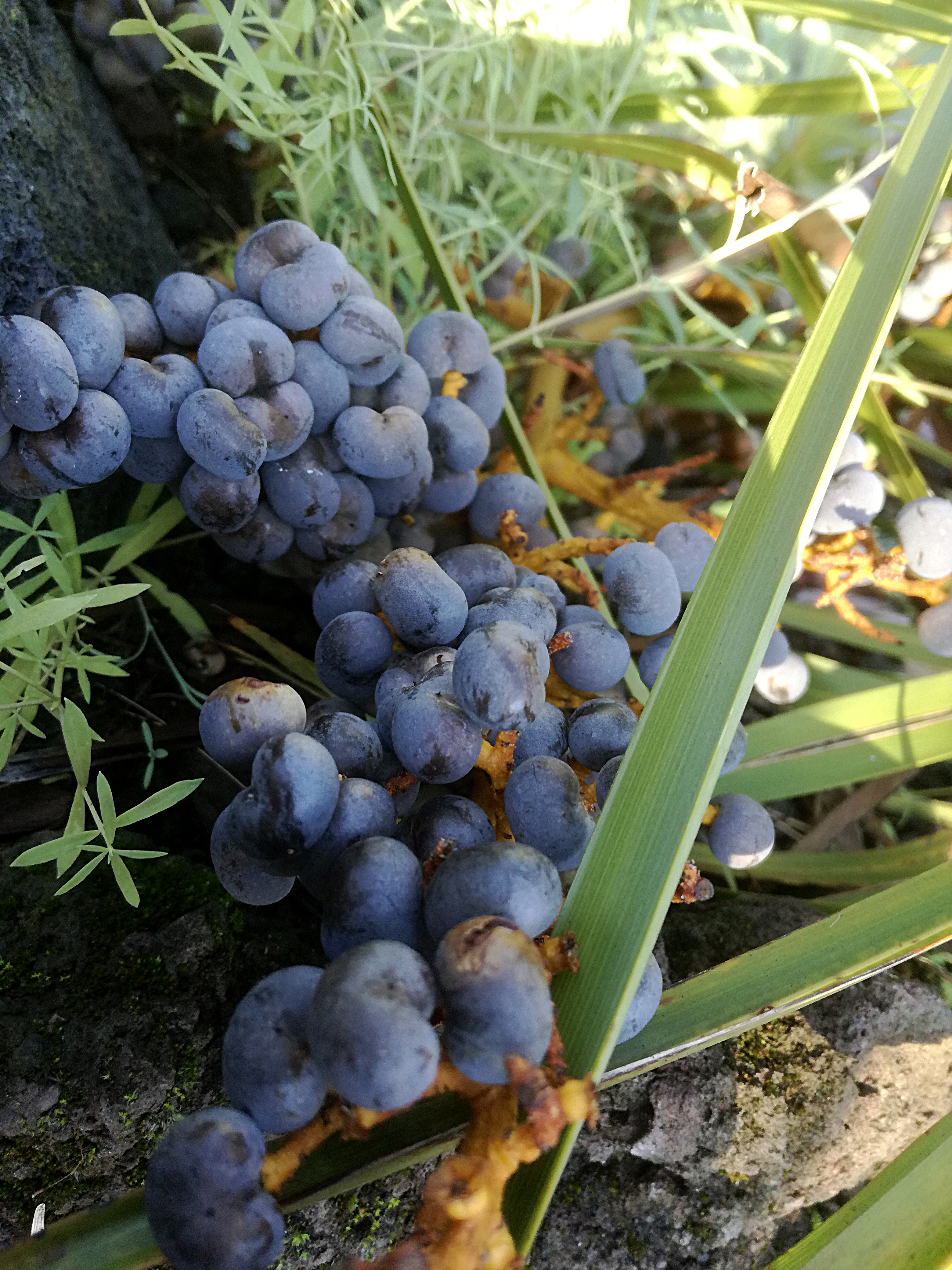
Zralé plody T. nanus

## Rozšíření
Rod trachykarpus zahrnuje 9 druhů. Je rozšířen výhradně v Asii. Areál sahá od severovýchodní Indie a střední Číny po Vietnam a severní Thajsko. V Číně se vyskytují 3 druhy, z toho 2 endemické. Nejdále na sever zasahuje Trachycarpus fortunei (až po jih provincií Šen-si a Kan-su ve střední Číně). Jako nepůvodní rostlina roste i v Japonsku. Jsou to vesměs horské palmy, některé druhy včetně T. fortunei vystupují až do nadmořských výšek okolo 2400 metrů.

## Taxonomie
Rod Trachycarpus je v taxonomii palem řazen do podčeledi Coryphoideae, tribu Livistoneae a subtribu Rhapidinae. Sesterským rodem je dle molekulárních analýz východoasijský rod Guihaia. Mezi další blízce příbuzné rody náleží např. rody Chamaerops, Rhapis aj.

## Prehistorie
Nejstarší fosilní pozůstatky rodu Trachycarpus byly nalezeny v jižní Anglii a pocházejí z období eocénu (starší třetihory). Byly popsány jako †Trachycarpus raphifolia. Fosilní pozůstatky z období spodního miocénu byly nalezeny i na území České republiky.

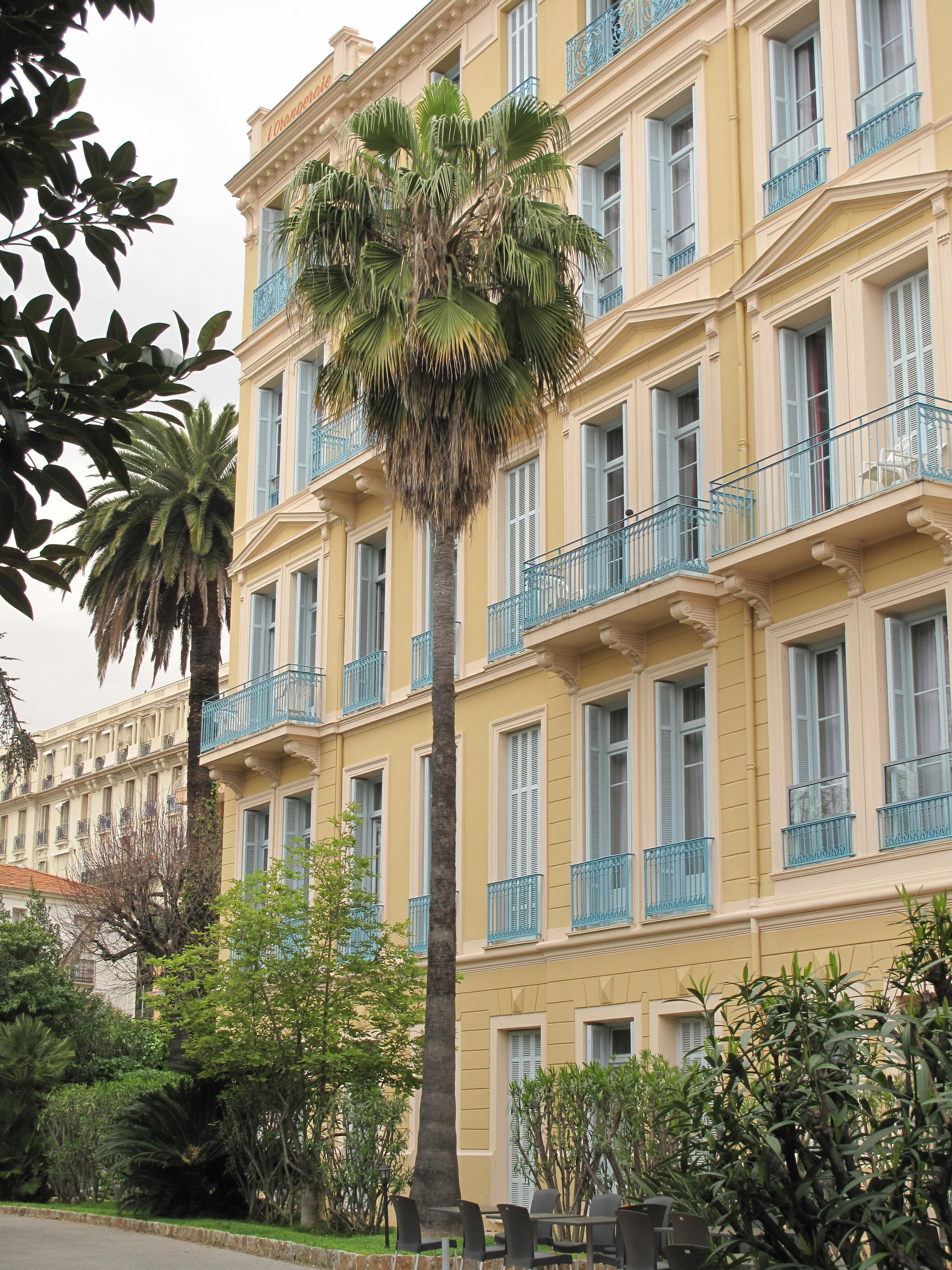
Starší exemplář Trachycarpus fortunei ve Francii

## Význam
Druh Trachycarpus fortunei je v teplejších oblastech Evropy (včetně Britských ostrovů) i v jiných temperátních oblastech světa (např. na jižním ostrově Nového Zélandu a na Tasmánii) často pěstován jako okrasná palma. Z hlediska mrazuvzdornosti je to jedna z nejodolnějších palem vůbec. Snáší bez poškození mrazy až -13 °C a je schopna přežít teploty až -26 °C. Při odpovídající péči může být pěstován i v České republice. Lze jej spatřit též ve sbírkách českých botanických zahrad. Dosti odolné jsou také příbuzné druhy T. wagnerianus a T. latisectus.
Z vláken z kmene T. fortunei se v Číně vyrábějí různé výrobky, jako např. pláštěnky, koše, košťata a štětce.